# Alabardiere
L'Alabardiere è un dipinto a olio su tavola trasferito su tela (92x72 cm) di Pontormo, databile al 1529-1530 o al 1537 e conservato nel Getty Museum di Los Angeles.

## Storia
A lungo si è ritenuto che l'effigiato fosse quel Francesco Guardi, giovanissimo soldato della Repubblica Fiorentina durante l'assedio di Firenze, che Vasari ricordò oggetto di un ritratto di Pontormo. Il ragazzo, che era nato nel 1514 e risiedeva nel quartiere di Borgo la Croce, sarebbe stato allora appena adolescente. Sulla base di una nota in un antico inventario e per la catena d'oro e la spilla indossata, si è anche ipotizzato che l'effigiato sia il giovane Cosimo I de' Medici vittorioso dopo la battaglia di Montemurlo nel 1537.
In ogni caso l'opera si trovava nelle collezioni dei Riccardi a Firenze e in seguito passò per alcune collezioni private. Nel maggio 1989 passò all'asta, realizzando il più alto incasso fino ad allora ottenuto da un'opera d'arte "antica" (old masters): 32,5 milioni di dollari.
Dell'opera esiste un disegno preparatorio al Gabinetto dei Disegni e delle Stampe che mostra una diversa impostazione della figura, leggermente più inarcata e ruotata in maniera diversa.

## Descrizione e stile
Un giovane ragazzo si erge statuario in primo piano, con un'inquadratura stretta, fino al bacino, sullo sfondo di un bastione in pietra appena accennato. Si appoggia all'asta dell'alabarda con una presa salda della mano destra, mentre la sinistra è fieramente posata sull'anca. Elegantissimo è l'abbigliamento, a partire dai calzoni rossi, la cintola a cui è appesa la spada che evidenzia un girovita sottilissimo, la casacca rigonfia, una collana di maglie d'oro al collo, una camicia bianca con polsini a sbuffo, un berretto pure rosso su cui è appuntata con uno spillone una piuma e una gemma con Ercole e Anteo.
I diversi materiali sono resi con straordinaria perizia pittorica, dal metallo brunito dell'elsa della spada, al cuoio della cintola, al legno venato dell'asta dell'alabarda, alla setosa consistenza delle pieghe della giacca alla manica, memore della lezione raffaellesca.

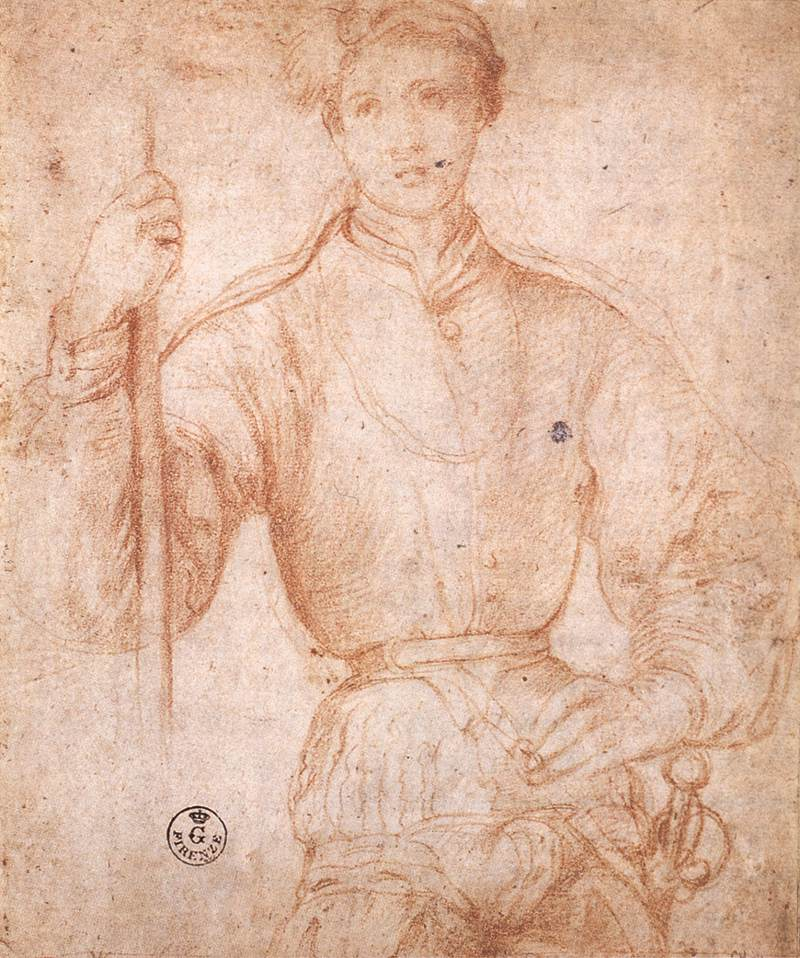
Disegno preparatorio